# Sotuta (cacicazgo)
Véase también, para la ciudad: Sotuta y para el municipio: Sotuta (municipio).

División de las jurisdicciones o cacicazgos mayas en el siglo XVI según Ralph L. Roys.

Sotuta (provincia o jurisdicción de) (del maya: Sotuta ‘ Toponímico. Provincia que se extendía en el centro de la parte norte de Yucatán.’) es el nombre de una de las jurisdicciones mayas gestadas a partir de la disolución de la Liga de Mayapán y existentes en la península de Yucatán a la llegada de los conquistadores españoles en el siglo XVI. La jurisdicción se encontraba localizada al este de Maní y de Mayapán ambas ciudades de la provincia de Tutul Xiu que rodeaba a Sotuta también por el sur, al oeste de Koch Waj (Cochuah) y de la provincia de los cupules y al sur del cacicazgo de Ah Kin Chel.
Según Yucatán en el tiempo, el significado en idioma maya el término Sotuta es agua que regresa o agua que se queda, posiblemente en alusión a suelos de naturaleza impermeable que existen en la región.
La ciudad más importante de la jurisdicción fue la hoy denominada Sotuta, actualmente perteneciente al municipio homónimo en el estado de Yucatán. La provincia fue liderada por Nachi Cocom, halach uinik que combatió a los Montejo al iniciar ellos la guerra de conquista hacia 1527.